# Ronald Jenkees
Ronald Jenkees est un musicien et compositeur américain. Il est connu pour ses performances (réalisées sur piano numérique) et postées sur le site YouTube . Il a sorti cinq albums, produits par lui-même, en 2007 (Ronald Jenkees), en 2009 (Disorganized Fun), en 2012 (Days Away), en 2014 (Alpha Numeric) et en avril 2017 (Rhodes Deep). 

## Biographie

### Enfance
Ronald Jenkees a commencé à jouer de la musique à 4 ans, lorsqu'il a reçu un piano-jouet pour Noël. Avec cet instrument, il a appris des mélodies simples et a commencé à jouer avec des amis. Encore jeune, il a reçu un Yamaha PSR-500. Il a ensuite pris des cours de piano, mais sans beaucoup de succès. Ronald Jenkees découvre comment séquencer la musique avec son instrument Yamaha, et commence à jouer du hip-hop. Il rejoint la fanfare au collège, et bien qu'il ne sache pas lire la musique sur une partition, le chef de la fanfare le laisse créer ses propres morceaux. Le chef de la fanfare l'encourage  à apprendre à lire la musique, mais Jenkees continue de jouer à l'oreille,,.

### Carrière musicale
Jenkees s'enthousiame pour le logiciel FL Studio après qu'un ami le lui a présenté. À partir de 2003, il commence à enregistrer des rythmes et des morceaux de rap sous le pseudonyme Big Cheez. Sous ce nom, il produit en 2005 l'album intitulé Straight Laced par Fish. En 2006, Jenkees commence à diffuser des vidéos sur YouTube pour amuser les internautes et, plus tard, il commence à poster des vidéos musicales. Dans ses vidéos, il est souvent coiffé d'un chapeau et il salue ses spectateurs en leur disant « Hello Youtubes ». Ses vidéos ont gagné en popularité, et ont connu un pic d'audience au moment où Bill Simmons de ESPN.com a parlé de Jenkees et lui a demandé d'enregistrer le thème de son podcast. En 2007, Jenkees a sorti son premier album studio de façon indépendante intitulé Ronald Jenkees. Ses vidéos sur YouTube sont de plus en plus populaires,,. Le 31 juillet 2009, Jenkees annonce sur Twitter[réf. nécessaire] la sortie de son deuxième album (Disorganized Fun), disponible sur son site web. Il en existe deux versions : une à télécharger au format MP3 (pas de support physique), et une au format physique CD.
Le 20 octobre 2011 sort le jeu Sequence, rebaptisé plus tard Before The Echo, sorte de RPG musical disponible sur Xbox Live et sur Steam. Quelques titres des albums Straight Laced et Disorganized Fun y sont inclus et constituent, de par le principe du jeu, un élément de gameplay essentiel.

## Discographie

### Albums solo
- 2007 : Ronald Jenkees
- 2009 : Disorganized Fun
- 2012 : Days Away
- 2014 : Alpha Numeric
- 2017 : Rhodes Deep

### Albums produits
- 2005 : Fish : Straight Laced